# Harry Ryan
Harry Edgar Ryan (St. Pancras, 21 november 1893 - Ealing, 14 april 1961) was een Brits wielrenner.
In 1913 verloor Ryan de finale van het wereldkampioenschap sprint.
Ryan won tijdens de Olympische Zomerspelen 1920 samen met Thomas Lance de gouden medaille op het tandem, op deze spelen won Ryan ook nog de bronzen medaille op de sprint

## Resultaten
| Jaar | WK     | Olympische Zomerspelen |
| ---- | ------ | ---------------------- |
| 1913 | sprint |                        |
| 1920 |        | tandem · sprint        |

1908: André Auffray & Maurice Schilles ·
1920: Thomas Lance & Harry Ryan ·
1924: Jean Cugnot & Lucien Choury ·
1928: Daan van Dijk & Bernard Leene ·
1932: Louis Chaillot & Maurice Perrin ·
1936: Carl Lorenz & Ernst Ihbe ·
1948: Renato Perona & Ferdinando Terruzzi ·
1952: Russell Mockridge & Lionel Cox ·
1956: Anthony Marchant & Ian Browne ·
1960: Giuseppe Beghetto & Sergio Bianchetto ·
1964: Sergio Bianchetto & Angelo Damiano ·
1968: Pierre Trentin & Daniel Morelon ·
1972: Igor Zjelovalnikov & Vladimir Semenets